# Éditions Argol
Pour les articles homonymes, voir Argol.
Argol Éditions est une maison d'édition française créée en 2005 par Catherine Flohic, spécialisée notamment dans la nouvelle littérature en prose et la poésie contemporaine.

## Historique
Les éditions Argol ont été créées par Catherine Flohic en 2005. Leur nom a été choisi en référence au Château d'Argol de Julien Gracq, mais également à un port de l'île d'Hœdic, dans le Morbihan. 
Le premier ouvrage publié par les éditions Argol en 2005 est le volume collectif Écrire, pourquoi ? auquel participent quarante auteurs français de littérature ou de poésie (parmi lesquels Julien Gracq, Pierre Michon, Éric Chevillard, Philippe Djian, Charles Juliet, Paul Nizon, Charles Pennequin, Nathalie Quintane, Jacques Réda ou Yannick Haënel).
En 2011, le Cahier du refuge du Centre international de poésie Marseille (cipM) consacre une partie de son numéro 198 au travail des éditions Argol, avec des textes d'Emmanuel Adely, Daniel Franco, Tiphaine Samoyault et Véronique Vassiliou.
À partir de 2010, les éditions Argol publient des livres sur la  gastronomie, dont le livre L'amer d'Emmanuel Giraud (Prix littéraire Culture-Gastronomie 2011), des entretiens avec des chefs autour de la création et des textes sur le goût. Le premier de ces ouvrages, Un principe d'émotion, publié en mai 2011, est un livre d'entretiens avec le chef Pierre Gagnaire. En décembre 2013 sont créées les éditions "Les ateliers d'Argol", qui reprennent les volumes consacrés à ce domaine et poursuivent les collections d'Argol ("Vivres", "Gestes" et "Paradoxes") dans lesquels ils étaient parus. (www.lesateliersdargol.fr).        

## Principaux auteurs publiés
- Emmanuel Adely
- Pierre Alferi
- Jean-Christophe Bailly[11]
- Philippe Beck
- Pierre Bergounioux
- Daniel Franco[12]
- Liliane Giraudon[2]
- P.N.A. Handschin
- Frédéric-Yves Jeannet[13]
- Emmanuel Laugier
- Hubert Lucot
- Valère Novarina
- Yaël Pachet
- Jean-Luc Parant
- Jacques Roubaud
- Eugène Savitzkaya
- Ryōko Sekiguchi
- Jacques Serena
- Jude Stefan
- Éric Suchère
- Véronique Vassiliou

## Collections
Les éditions Argol ont développé dix collections de littérature et de poésie :
- Écrire
- Entre-deux
- Les Singuliers
- La Chambre d'écriture
- Locus Solus
- Ligne de mire (photographies)[14]
- Correspondances
- L'Estran
- Interférences
- Hors collection